# Nákladní loď

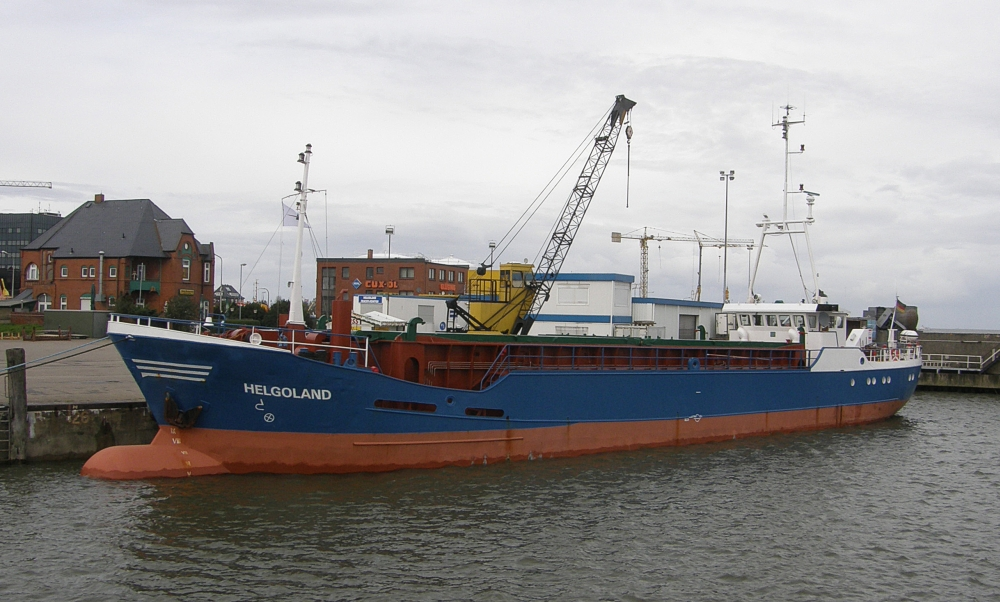
Nákladní loď Helgoland v přístavu Cuxhaven

Nákladní loď je jakákoliv loď pro přepravu široké škály nákladu, zboží nebo jakéhokoliv materiálu, obvykle z jednoho přístavu do druhého. Podle definice smlouvy SOLAS může být nákladní lodí prakticky jakákoli loď kromě osobní lodi přepravující cestující. Obchodní loď je námořní plavidlo plující pod obchodní vlajkou.
Nákladní lodě obsluhují významnou část mezinárodního obchodu. Jedná se obvykle o lodi specifické konstrukce, často vybavené jeřáby a dalšími mechanismy pro nakládku a vykládku. Představují lodě různých velikostních kategorii. Moderní nákladní lodě jsou většinou postaveny ze svařované oceli. Jejich životnost se pohybuje kolem 25 až 30 let, po kterých bývají vyřazeny.
Patří sem hlavně mrazírenské lodě, ro-ro lodě, OBO lodě (k přepravě sypkého i tekutého nákladu) a jejich kombinace.
U nákladních lodí pro „suchý náklad“ se používají klasifikace podle užitného nákladu (dwt) a velikosti:
| Náklad DWT      | Název       | Omezení                              |
| --------------- | ----------- | ------------------------------------ |
| 20 000–28 000   | Small Handy |                                      |
| 28 000          | Seawaymax   | délka 225 m, šířka 23,8 m, ponor 8 m |
| 28 000–40 000   | Handy size  |                                      |
| 40 000–50 000   | Handymax    |                                      |
| 120 000         | Neopanamax  | délka 366 m, šířka 55 m, ponor 18 m  |
| 170 000         | Capesize    | délka 290 m, šířka 45 m, ponor 18 m  |
| 380 000—400 000 | Chinamax    | délka 360 m, šířka 65 m, ponor 24 m  |

Nákladní lodě s kapalným nákladem se nazývají tankery.